# Eugène Beyer

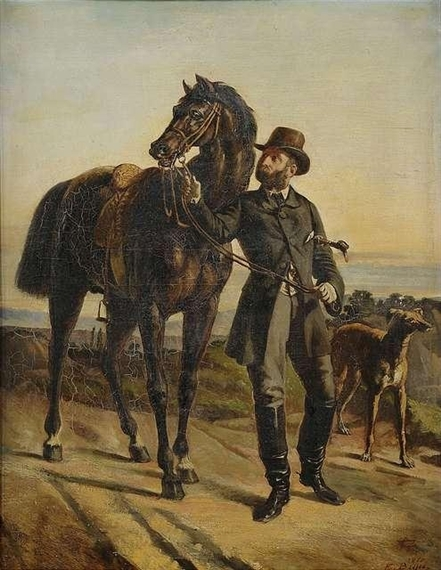
Porträt eines Reiters mit schwarzem Pferd

Eugène Beyer (* 8. Februar 1817 in Straßburg; † 23. April 1893 in Nîmes) war ein elsässischer Genre- und Historienmaler, Lithograf und Politiker.

## Leben
Eugène Beyer wurde 1817 in Straßburg geboren. Er erhielt seinen ersten Malunterricht bei seinem Vater, dem Miniaturmaler Johann Daniel Beyer, studierte bei Gabriel-Christophe Guérin in Straßburg und bei Paul Delaroche in Paris. Beyer debütierte 1842 mit dem Genrebild „Die vergessene Blume“.
Während der Februarrevolution 1848 engagierte er sich politisch, wurde als Abgeordneter aus Straßburg in die Pariser Verfassunggebende Versammlung entsandt. Er nahm am Pariser Aufstand vom 22. bis 26. Juni 1848 teil. Am 13. Juni 1849 musste Beyer Frankreich verlassen und kam in die Schweiz, wo er im Kanton Bern interniert wurde. Im Exil beschäftigte sich weiterhin mit der Malerei, blieb auch politisch aktiv. Einige Zeit verbrachte er in Spanien und in Genua. Danach kehrte er 1855 nach Straßburg zurück. Von 1870 bis 1875 war er in Carouge ansässig. Eugène Beyer malte meist Historienbilder aus der Geschichte von Elsass, wie die Schlacht von Hausbergen 1256 und das Judenpogrom in Straßburg 1349.
Beyer verstarb 1893 in Nîmes im Alter von 76 Jahren.